# Мапинфо профешонал
Мапинфо профешонал (енгл. MapInfo Professional) је софтверски систем за мапирање компаније Мапинфо корпорејшн (енгл. MapInfo Corporation).
Мапинфо профешонал омогућава комбиновање и приказ различитих картографских подлога и података из различитих извора у различитим форматима и пројекцијама. Овај софтверски алат омогућава преклапање растерских и векторских слојева на истој мапи. Горњи слојеви се могу приказати као полутранспарентни тако да се може имати јасан преглед објеката на више слојева.
Мапинфо се примењује у пословном сектору, индустрији те у јавном сектору поготову у планирању и припреми изградње објеката.

## Историја
Мапинфо корпорејшн (енгл. MapInfo Corporation) је основана 1986. и њен први производ је био Мапинфо за DOS. Овим софтвером је било могуће управљати коришћењем алата Мапкод заснованом на програмском језику C.
Године 1990. године Мапинфо је редизајниран и прилагођен за рад на Microsoft Windowsу, Јуниксу и Мекинтошу. Мапкод је замењен Мапбејсик-ом. Верија 4 овог софтвера појавила се 1995. под називом Мапинфо профешонал (енгл. MapInfo Professional).
Актуелна верзије 9 за сада се може користити само у Microsoft Windowsу.